# 佩塔尔·斯坎西
佩塔尔·斯坎西（1943年11月23日—2022年4月4日），克罗地亚男子篮球运动员。他曾代表南斯拉夫国家队参加1968年夏季奥林匹克运动会篮球比赛，获得一枚银牌。